# Ara marakána
Ara marakána (Primolius maracana) je středně velký druh ary dorůstající do délky 43 cm a dosahující hmotnosti 260g. Je to příbuzný ary horského a ary žlutokrkého. Celkově je zeleně zbarvený, na spodní straně těla přechází v červené zbarvení, podobný barevný přechod je i na čele. Nahé líce jsou bílé, bez známky jakéhokoliv opeření.

## Ekologie
Ve volné přírodě žije na rozsáhlém území mezi jihoamerickými státy Brazílie, Paraguay a také na severovýchodním území Argentiny. Na tomto území dosahuje početnost maximálně deseti tisíc jedinců a tyto stavy stále klesají. Hlavními důvody ohrožení je pokračující ztráta přirozeného prostředí, lov pro klecový odchov a pronásledování ze strany místních primitivních obyvatel, kterým škodí na plantážích. Právě z tohoto důvodu je zařazen do přílohy I. Úmluvy o mezinárodním obchodu s ohroženými druhy volně žijících živočichů a planě rostoucích rostlin (CITES).
Problémem pro komplexnější ochranu druhu je, že tento druh se vyskytuje na mnoha místech a pouze některá podléhají ochraně a některá jsou svou rozlohou příliš malá, jako například Přírodní rezervace Serra Negra s rozlohou 10 km.
Pro záchranu tohoto papouška je nutné získat více vědeckých dat, monitorovat trend již sledovaných populací, chránit přirozené prostředí výskytu a zvýšit počet záchranných programů. Také cena je dobrým nástrojem ochrany pro tohoto krásného papouška. Ta je v současnosti relativně nízká proto, že trh je zásobován jedinci z umělých odchovů, a nedochází k tak velkému drancování volně žijící populace. V zemích, které podepsaly úmluvu o CITES, jsou vyžadovány příslušné dokumenty a jedinci podléhají povinné registraci.

### Odchov v Česku
V ČR je ara marakána chována v celkem čtyřech zoologických zahradách – kromě Zoo Tábor to jsou ještě Zoo Brno, Zoo Zlín a Papouščí Zoo Bošovice.

## Galerie

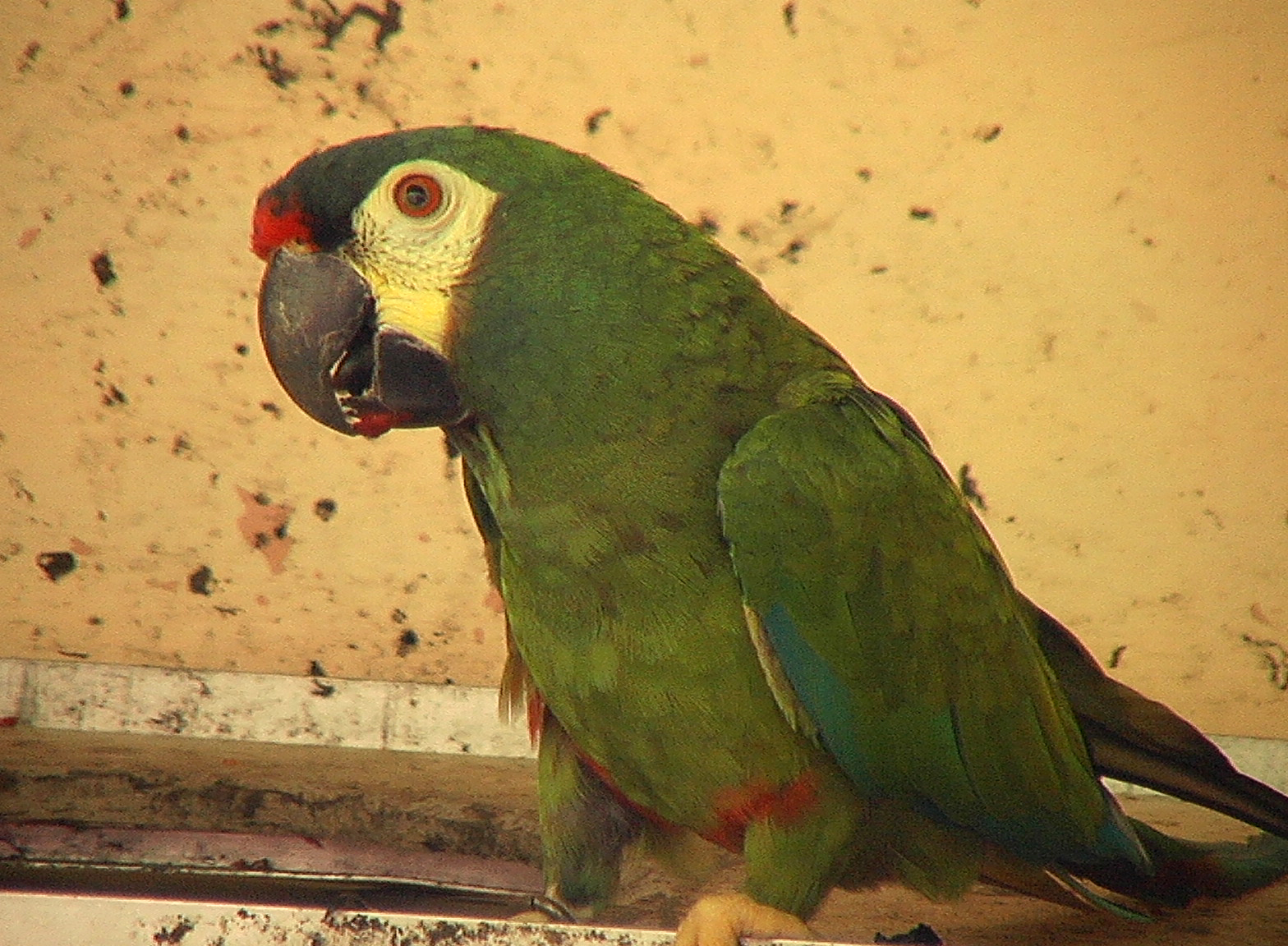
Primolius maracana
Primolius maracana
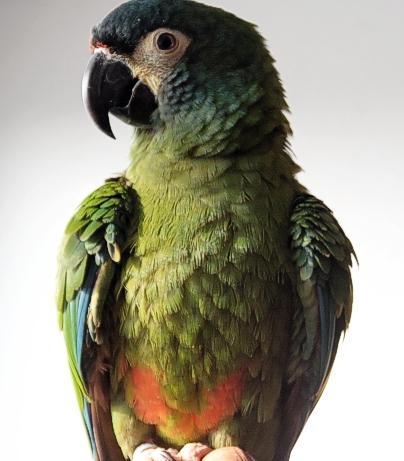
Primolius maracana
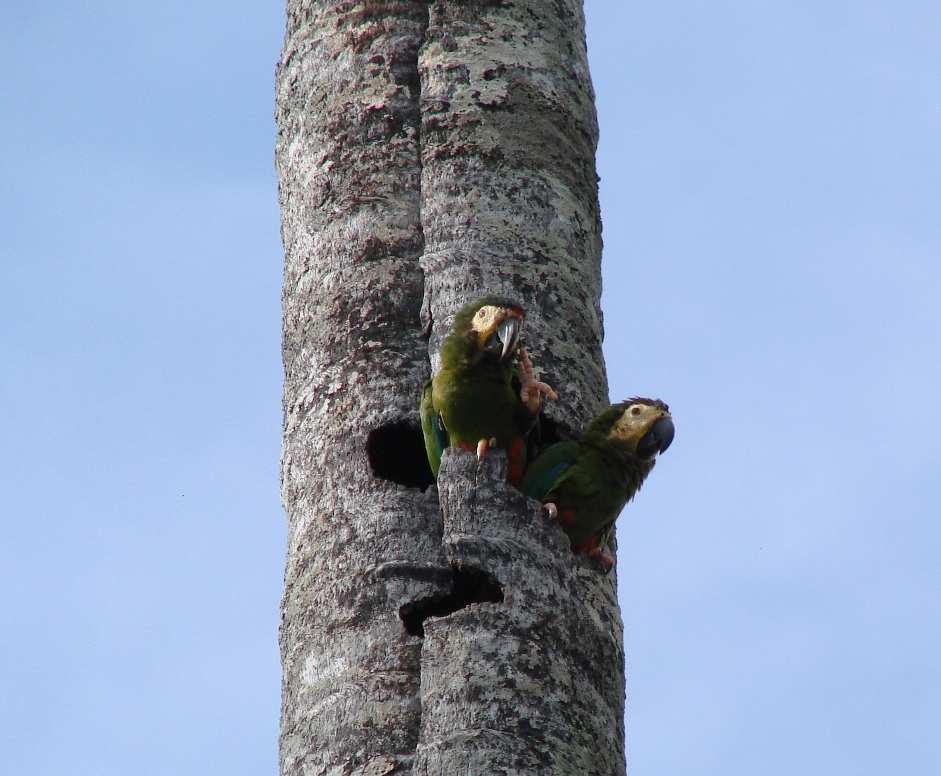
Primolius maracana
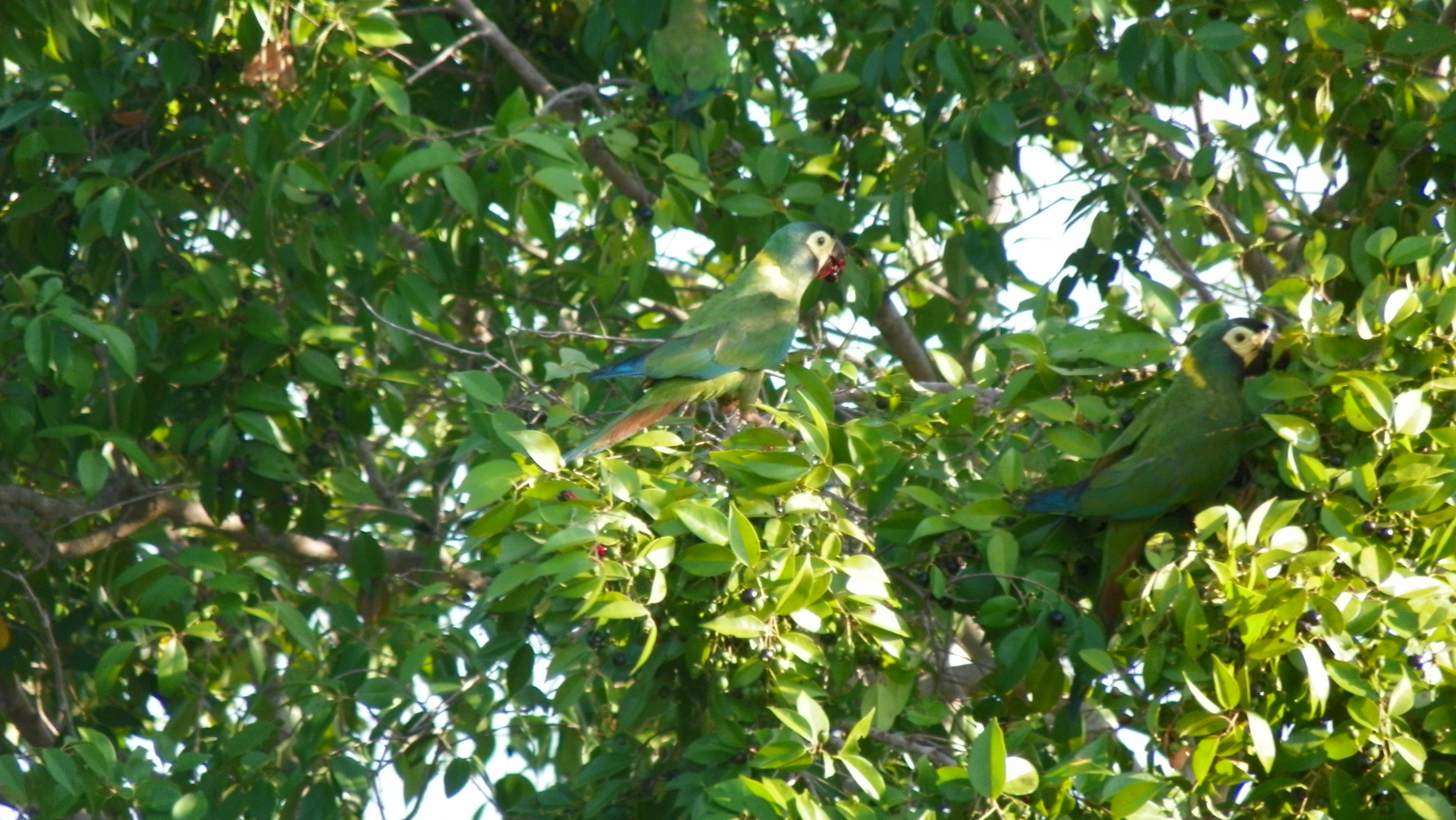
Primolius maracana